# Women's Rights Are Human Rights

La première dame Hillary Clinton, lors de son intervention à Pékin, en Chine, en 1995.

Women's Rights Are Human Rights (en français « Les droits des femmes sont des droits de l'Homme ») est une expression utilisée au sein du mouvement féministe et est le nom d'un discours donné par Hillary Clinton, alors Première dame des États-Unis, le 5 septembre 1995, lors de la quatrième Conférence mondiale sur les Femmes de l'Organisation des Nations unies à Pékin.

## Discours
Le discours de Clinton traite des abus envers les femmes à travers le monde, y compris en Chine où elle prononce son discours. S'adressant aux gouvernements, aux organisations ainsi qu'aux femmes, elle déclare sa conviction selon laquelle les problèmes auxquels sont confrontés les femmes et les filles sont souvent ignorés ou passés sous silence, et demeurent ainsi non résolus. Elle y parle notamment des assassinats liés à la dot et de la politique de l'enfant unique qui a lieu en Chine.
Clinton déclare auprès de délégués de plus de 180 pays « qu'il n'est plus acceptable de parler des droits des femmes comme s'ils étaient séparés des droits de l'homme. »

## Héritage
Le discours d'Hillary Clinton est considéré comme influent dans le mouvement de droits des femmes. En 2013, Clinton a mené un compte-rendu de la façon dont les droits des femmes avaient changé depuis son discours de 1995.
Celui-ci a été classé trente-cinquième dans le classement des cent meilleurs discours américains du XXe siècle.
En 2007, Sidney Abbott, militante pour le droit des lesbiennes au sein de mouvements féministes comme le NOW, crée une association à but non lucratif, dont le nom est Women's Rights are Human Rights.
Lors de la campagne présidentielle américaine de 2016, cette expression est réutilisée en référence à son discours, comme support de campagne, grâce à des tee-shirts, reprenant la phrase Women's Rights Are Human Rights, des sacs avec l'expression Human rights are women's rights and women's rights are human rights (« Les droits de l'homme sont les droits de la femme et les droits de la femme sont les droits de l'homme ») en six langues, ou encore un tee-shirt réalisé par la styliste Tory Burch. Des images ont également été utilisées pour des costumes d'Halloween,.
Dans le clip de Jennifer Lopez Ain't your Mama, une partie du discours de Clinton peut être entendue, en particulier, Human rights are women’s rights, and women’s rights are human rights, once and for all (« Les droits de l'homme sont les droits des femmes et les droits des femmes sont des droits de l'homme, une fois pour toutes »),.
Clinton a pris une position similaire sur les droits des personnes LGBT dans un discours de 2011 aux Nations unies, lors de la Journée internationale des droits de l'homme, déclarant que « les droits des homosexuels sont les droits humains, et les droits humains sont les droits des homosexuels » ([G]ay rights are human rights, and human rights are gay rights).